# Nagarjuna
Nāgārjuna (circa 150 - circa 250) was een Indiase filosoof en de grondlegger van de Madhyamaka (middenweg) school van het mahayana-boeddhisme. Hij geldt als een van de meest invloedrijke boeddhistische denkers. 
Zijn geschriften waren de basis voor de Madhyamaka (in China beter bekend als de Sanlun of Drie Verhandelingen School). Hij was verbonden aan een klooster in Nalanda.

## Biografie
Waarschijnlijk is Nāgārjuna geboren in de buurt van Nagarjunakonda in India in de tweede helft van de tweede eeuw CE. Hij groeide op in een brahmaanse familie.
Zijn verbondenheid met de universiteit van Nālanda is onwaarschijnlijk, omdat er geen aanwijzingen zijn dat deze toen al bestond. Hij schijnt goede betrekkingen gehad te hebben met de koningen van de Satavahanadynastie van zijn periode. 

## Werken
Zijn belangrijkste geschrift is Mūlamadhyamakakārikā (Fundamentele verzen van de filosofie van het midden). Hierin geeft hij een filosofische basis voor de dan al 300 jaar oude boeddhistische stroming van de Prajñāpāramitā (Volmaaktheid van Wijsheid) en bekritiseert hij andere stromingen door middel van een radicaal scepticisme.

## Filosofie

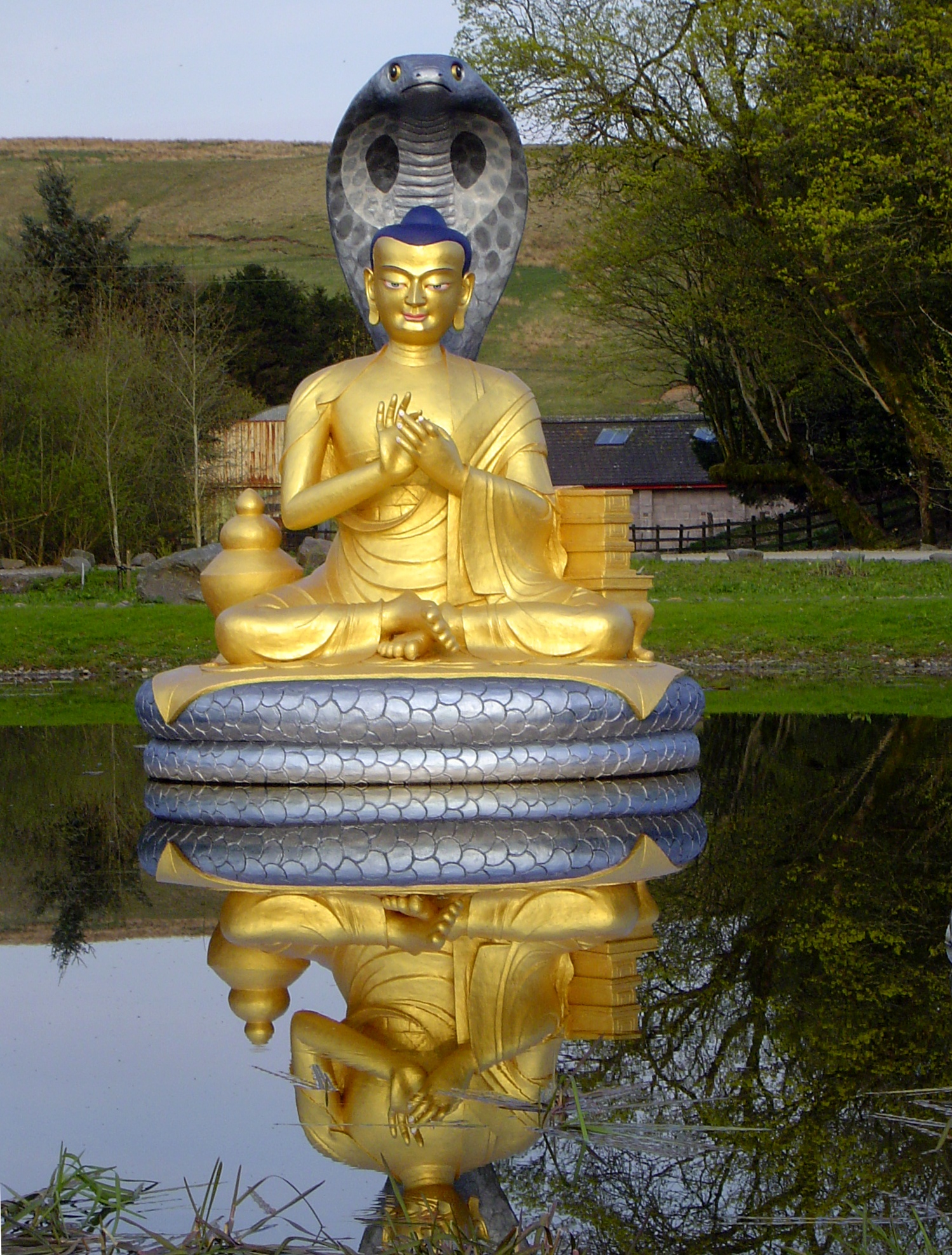
Standbeeld van Nagarjuna

Nagarjuna liet zien dat het logisch onmogelijk is dat dingen op zichzelf bestaan. Er zijn geen essenties, alles ontstaat door wederzijds afhankelijk ontstaan.
De leidende gedachte van Nagurjuna is een kritiek op het idee dat ook maar iets onafhankelijk kan bestaan. Hij stelde daarbij, dat hij zelf geen nieuwe theorieën naar voren bracht, maar alleen de theorieën van anderen analyseerde om te tonen dat die onhoudbaar waren. Hij trachtte aan te tonen, dat het onmogelijk was te stellen, dat 
1. iets bestaat
2. iets niet bestaat
3. het zowel bestaat als niet bestaat
4. het noch bestaat, noch niet bestaat

Als voorbeeld wordt in de vakliteratuur wel het volgende voorbeeld gegeven. De reflectie van het maanlicht  in een vijver water hangt af van het licht van de maan, de vijver en de persoon die naar/in de vijver kijkt. Het is onmogelijk te stellen dat de reflectie onafhankelijk van de andere factoren is. Maar omdat de reflectie duidelijk zichtbaar is, kunnen wij het ook niet niet-bestaand noemen. Ook zal geen enkele combinatie van bestaan en niet-bestaan of een ontkenning van beide bevredigend zijn. Volgens Nagarjuna ging dit op voor alles dat geacht werd te bestaan en die waarheid was dan Leegte ( Sunyata) . 
De gedachte van Nagurjuna was op zich niet nieuw, want die was al in de Prajnaparamita soetras naar voren gebracht. In de Hartsoetra staat al Vorm is leegheid, leegheid is vorm. Leegheid is niets anders dan vorm; Vorm is niets anders dan leegheid. Op dezelfde manier zijn gevoelens, waarneming en bewustzijn leeg .
Nagarjuna onderscheidde twee vormen van waarheid. Een conventionele waarheid en een hoogste waarheid. Als alles grondig geanalyseerd wordt, valt er over de dingen niets te zeggen. Leegheid overstijgt het bereik van taal, omdat taal gebaseerd op het bestaan van dingen. Maar wij hebben  toch taal nodig om te communiceren over en in  deze wereld.  Nagarjuna  wenste het onderscheid tussen kwaad en goed en waarheid en onwaarheid  niet  te vernietigen. Hij stelde dan ook, dat ondanks het feit dat dit onderscheid slechts relatief is, zij wel bestaan op het niveau van de conventionele waarheid, in de alledaagse conventies. Het geloof in het echte bestaan van de alledaagse conventies heeft verder lijden tot gevolg en brengt geen verlossing, maar het is wel door conventies, door taal, dat het ware pad van het boeddhisme moet worden onderwezen.

## Verder lezen
- Leezenberg, Michiel (2024), Nagarjuna. Basisverzen van het middenpad. Amsterdam: Boom.
- Batchelor, Stephen (2001),Verzen uit het midden. Een verkenning van het sublieme. Rotterdam: Asoka.
- Kalupahana, David J. (1992), A history of Buddhist philosophy. Delhi: Motilal Banarsidass Publishers Private Limited